# Burneston
Burneston är en ort och civil parish i Storbritannien.   Den ligger i grevskapet North Yorkshire och riksdelen England, i den centrala delen av landet, 300 km norr om huvudstaden London. Burneston ligger 40 meter över havet och antalet invånare är 244.
Terrängen runt Burneston är platt. Runt Burneston är det ganska tätbefolkat, med 67 invånare per kvadratkilometer. Närmaste större samhälle är Ripon, 13,9 km söder om Burneston. Trakten runt Burneston består till största delen av jordbruksmark.